# 神戸市立須磨翔風高等学校
神戸市立須磨翔風高等学校（こうべしりつ すましょうふうこうとうがっこう）は、兵庫県神戸市須磨区西落合一丁目に所在する市立の高等学校。

## 設置学科
- 総合学科
  - 教育・人間系列
  - 国際・文化系列
  - 科学・環境系列
  - 福祉・健康系列
  - 経営・情報系列

## 沿革
- 2009年（平成21年） - 神戸第三学区内に所在する2校である神戸市立須磨高等学校と神戸市立神戸西高等学校を、再編・統合する形で開校。但し校舎は統合前の2校のいずれも使用せず、神戸市営地下鉄名谷駅近くの、2004年まで神戸市立神戸工業高等学校があった場所の隣接地に新たに建設した。

## 部活動
運動部
- 硬式野球
- バスケットボール
- バレーボール
- ソフトテニス
- バドミントン
- 卓球
- 水泳
- サッカー
- 硬式テニス
- 陸上競技
- ラグビー
- レスリング
- ダンス
- 剣道

文化部
- 茶華道
- 家庭科
- 写真
- 美術
- 和太鼓
- 吹奏楽
- 放送
- キャリアアップ研究
- 書道
- サイエンス

## 校風
- 人・社会・希望につながる学校

## 著名な出身者
- 東隼也（サッカー選手）
- 才木浩人（プロ野球選手）
- 安田悠馬（プロ野球選手）
- 森脇梨々夏(モデル)

## 最寄り駅
- 神戸市営地下鉄西神・山手線名谷駅より西へ徒歩7分